# 米德爾頓 (麻薩諸塞州)
米德爾頓（英語：Middleton）是一個位於美國麻薩諸塞州艾塞克斯縣的鎮。

## 人口
根據2020年美國人口普查的數據，米德爾頓的面積為37.40平方千米，當中陸地面積為36.20平方千米，而水域面積為1.20平方千米。當地共有人口9779人，而人口密度為每平方千米261人。